# Domo de la Feria
El Domo de la Feria (originalmente Auditorio Municipal de León) es una arena multi-usos con 4463 butacas. Está ubicado en la ciudad de León, Guanajuato, México.
Construido en los mediados de 1980, es usado principalmente para el baloncesto sirviendo como hogar de las Abejas de León que juegan en la Liga Nacional de Baloncesto Profesional. Antes era casa de los Lechugueros de León y de los Titánicos de León. El Domo de la Feria sirvió para ser sede del XX Partido de las estrellas de la LNBP. Al igual ostentó el juego de México-Cuba de clasificación para la Copa Mundial de Baloncesto de 2019.
El recinto sirve también para la famosa Feria Estatal de León, que año con año es de las principales avenidas de dicho evento. Esta arena puede aumentar su capacidad hasta 7000 para conciertos. En este plaza se han presentado artistas como: Air Supply, Carlos Rivera, CD9, Mägo de Oz, Café Tacvba, Jarabedepalo, José María Napoleón, Zoé, Maná, Gustavo Cerati, OV7, Morat, Dvicio, Kinky, Mon Laferte, Enrique Bunbury, Juan Gabriel, Joan Sebastian, Vicente Fernández, El Tri, Soda Stereo, Danna Paola entre varios más.
Al igual León, Guanajuato fue sede de la Olimpiada Nacional en el año 2016. También se han presentado partidos de voleibol, su principal evento en este deporte fue la Liga Mundial de Voleibol de 2017 organizado por la FIVB, siendo aquí donde se jugaron las semifinales y final del Grupo 3. Así mismo este recinto ha sido sede de deportes como el Fútbol sala, Fútbol americano femenil, Boxeo, Handball, Judo, Karate, Lucha olímpica, Artes marciales mixtas, Taekwondo y de Lucha libre profesional con los eventos de WWE Live, Asistencia Asesoría y Administración, Consejo Mundial de Lucha Libre y de The Crash como sus funciones más importantes.

## Características
El Domo de la Feria tiene un total de 4463 butacas dentro de este, en los que se dividen en tres zonas, la zona superior tiene 1099 butacas, la zona intermedia cuenta con 1831 butacas y la zona inferior tiene 1533 butacas. La superficie del escenario es de 36m x 22m y su altura máxima es de 16m. De iluminación cuenta con 28 lámparas de 1000 Watts c/u.